# Бела (царь)
Бела, сын Веоров (ивр. בלע‎, гем. — 102) — первый из списка идумейских царей, упомянутый в Торе (Быт. 36). Об идумейских царях известно мало, написано только: «царствовавшие в земле Едома, прежде царствования царей у сынов Израилевых». Известно, что Бела был из города Дингава, о котором вообще ничего не известно. После его смерти воцарился Иовав, сын Зераха, из Восоры. Из списка ясно, что цари в Идумее выбирались, и династии тогда ещё не было. Датировка правления идумейских царей неизвестна, однако в целом период существования идумейского царства предположительно продолжался около 150 лет до завоевания его Давидом.

## Комментарии
1. ↑  Согласно Иерониму, это Даннайя, современный Хирбет-эд-Денн — развалины, примерно в 10 километрах южнее Арнона на пути в Кёраку[1].